# منتخب ميانمار لكرة قدم الصالات
منتخب ميانمار لكرة قدم الصالات هو ممثل ميانمار الرسمي في المنافسات الدولية في كرة الصالات
.